# Jean-Michel Venture de Paradis
Jean-Michel Venture de Paradis (Marsiglia, 8 maggio 1739 – Acri (pressi), 16 maggio 1799) è stato un orientalista francese.

## Biografia
Figlio di una famiglia di diplomatici e militari (il padre era stato console in Crimea e in altri paesi del Levante), studiò dapprima al liceo Louis-le-Grand, e in seguito alla scuola dei Jeunes de langues, dove apprese così bene l'arabo e il turco da essere aggregato, all'età di soli quindici anni, all'ambasciata di Francia a Costantinopoli.
Nel 1764 si recò, in qualità d'interprete, a Sidone, e nel 1770 passò al Cairo, come secondo dragomanno. Rimase in Egitto fino al 1776, rendendo numerosi servizi alla politica e al commercio della Francia. Il 14 giugno 1774, al Cairo, sposò Victoria Digeon, da cui ebbe due figlie, una delle quali, Jeanne Françoise Venture (1774-1813), sposò il 2 dicembre 1810 l'orologiaio Antoine-Louis Breguet (1776-1858), figlio maggiore del più celebre Abraham-Louis Breguet.
Ritornato in Francia per relazionare, al gabinetto di Versailles, sulla situazione in cui l'Egitto si trovava in seguito alle liti tra i bey, appena giunto a Marsiglia dovette tuttavia ripartire per l'oriente per accompagnare il barone de Tott, incaricato d'ispezionare i fondaci francesi negli scali del Levante. Questa missione durò due anni.
Nel 1779, partì per Tunisi, dove rimase per cinque anni in qualità d'interprete-cancelliere del consolato di Francia. Richiamato in seguito a Parigi per affidargli l'incarico di segretario-interprete delle lingue orientali, venne poi inviato ad Algeri, allo scopo di rinnovare i trattati tra la Francia e la Reggenza, ponendo fine alle dispute tra i due paesi. Successivamente fu console francese al Cairo. Nel 1790 rientrò in Francia ma ripartì nel 1793, in qualità di segretario interprete, insieme all'ambasciatore francese a Costantinopoli, Sémonville. Ma poiché questo diplomatico venne arrestato in Svizzera ad opera degli austriaci, Venture, che lo aveva atteso a Venezia, si recò quindi da solo a Costantinopoli dove lo attese fino al 1797. Quell'anno fece quindi ritorno in Francia, accompagnando l'ambasciatore Ali Effendi. A Parigi riprese le sue funzioni e, al contempo, gli venne affidata la cattedra di turco alla neonata École spéciale des Langues orientales.
Quando Napoleone intraprese la spedizione in Egitto, ne fu nominato primo interprete. Durante la permanenza in Egitto fu nominato membro dell'Institut d'Égypte fin dalla sua fondazione, il 22 agosto 1798, nella sezione di letteratura e arti.
Seguì Napoleone anche in Siria, ma durante l'assedio di San Giovanni d'Acri si ammalò, pare di dissenteria, e nonostante le cure prodigategli dai monaci del convento di Nazaret, morì, durante la ritirata, mentre veniva trasferito in Egitto.

## Opere
Fu uno degli arabisti più capaci del tempo, non solamente per le sue abilità linguistiche ma anche per la sua perfetta conoscenza degli usi e costumi delle popolazioni orientali. Nel corso dei suoi viaggi raccolse numerosi documenti importanti per la storia e la letteratura. Numerose e importanti sono le sue pubblicazioni e traduzioni di testi orientali. In particolare:
- Histoire des règnes des khalifes, des rois et des sultans d'Egypte, traduction.
- Dictionnaire français et berbère.
- Kitab el-Djeman, Abrégé dC Histoire universelle, traduction.
- Grammaire et dictionnaire abrégés de la langue berbère composés par feu Venture de Paradis, a cura di Amédée Jaubert, Paris, Impr. royale, 1844.
- Fondation de la régence d'Alger: histoire des Barberousse, chronique arabe du XVIe siècle, publiée sur un manuscrit de la Bibliothèque royale, avec un appendice et des notes: expédition de Charles-Quint, traduzione pubblicata a cura di Sander Rang e Ferdinand Denis, Tunis, Bouslama, 1984.
- Séances de Harīrī. Traduction française par Venture de Paradis, ed. a cura di Attia Amer, 1964.
- Zubda kachf al-mamālik de Khalīl az-Zāhirī (Tableau de l'Egypte, ou abrégé géographique et politique de l'empire des Mamelouks), Traduction ineédite de Venture de Paradis avec une notice sur le traducteur, a cura di Jean Gaulmier, Beyrouth, 1950.
- Tunis et Alger au XVIIIe siècle, a cura di Joseph Cuoq, Paris, Sindbad, 1983.
- Itinéraires de l'Afrique Septentrionale, avec des notices sur l'Atlas et le Sahara recueillis par Venture de Paradis en 1788, Paris, 1844.